# Be Brave Like Ukraine
Сміливість (англ. Bravery) або Будь сміливим, як Україна (англ. Be Brave Like Ukraine) — комунікаційна кампанія, створена під час повномасштабного вторгнення Росії в Україну 2022 року. Проєкт розроблено агенцією Banda Agency з Офісом Президента України, Кабінетом Міністрів України, Міністерством культури та інформаційної політики і Міністерством цифрової трансформації. У кампанії використано шрифт KTF Jermilov, зроблений на базі літер харківського художника-авангардиста та дизайнера Василя Єрмилова.

## Опис
Кампанія почалася 8 квітня 2022 року. Білборди «Будь сміливим, як Україна» повісили на вулицях Канади, Польщі, Німеччини, Італії, Австрії, Великої Британії, Іспанії, США. Білборди та вивіски розмістили на центральних площах, поблизу станцій метро та на зупинках громадського транспорту. У США українська реклама з'явилася на Таймс-Сквер у Нью-Йорку.

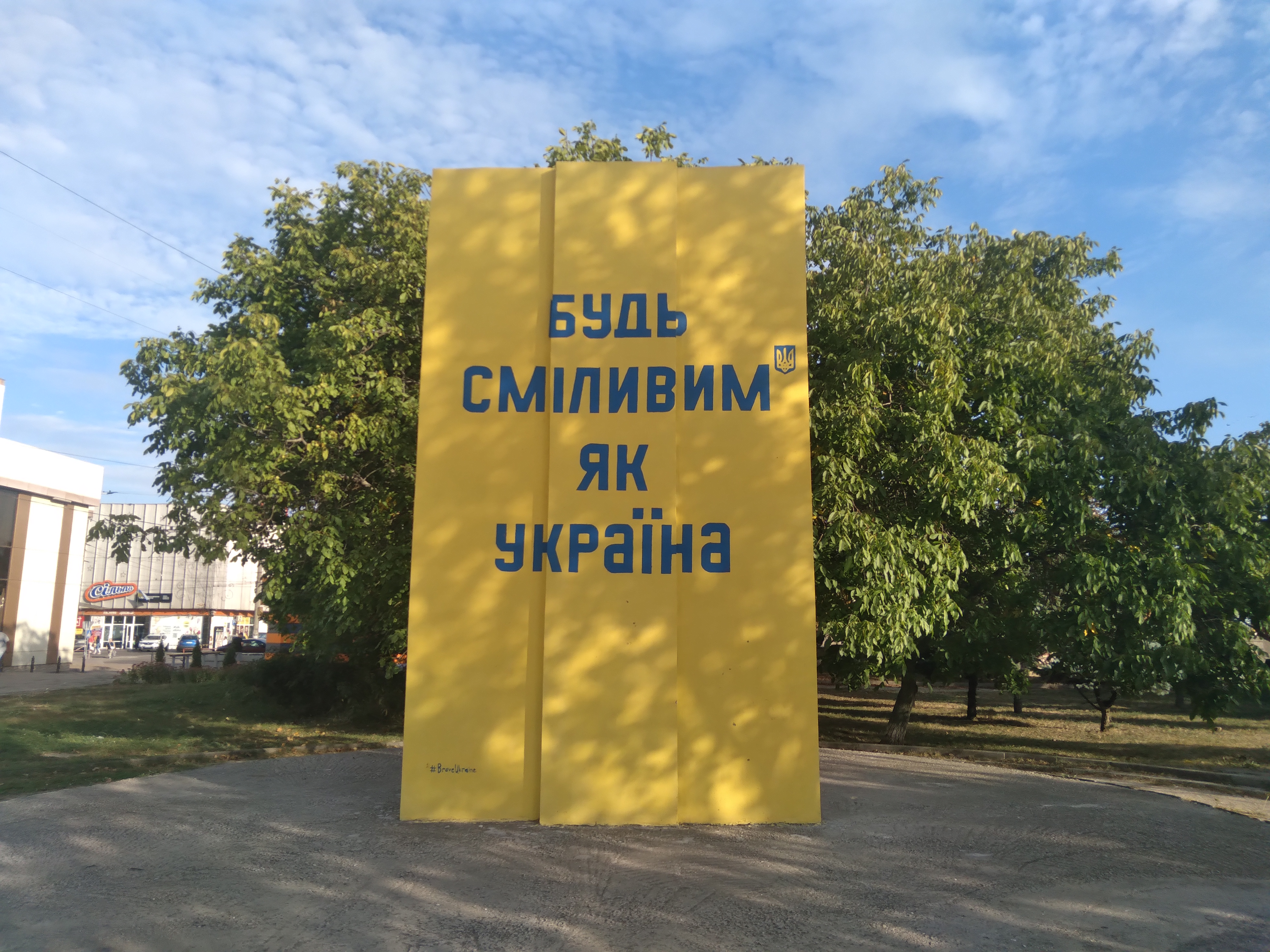
Пам'ятник у місті Кропивницький

Згідно з оцінкою Наді Канєвої з Денверського університету, кампанія є частиною української пропаганди. Хоара Борселлі з Il Riformista назвало гасло «інтервенціоністською пропагандою 2.0».